# An American Prayer
An American Prayer  är ett poesi-album av Jim Morrison, utgivet 17 november 1978. Morrison spelade in ett antal dikter 1970. 1978, sju år efter hans död, spelade de kvarvarande The Doors-medlemmarna, Ray Manzarek, Robby Krieger och John Densmore, in musik till dessa. Resultatet gavs ut som ett album i Morrisons namn.

## Låtlista
1. "Awake" - 0:35
2. "Ghost Song" - 2:50
3. "Dawn's Highway" - 1:21
4. "Newborn Awakening" - 2:26
5. "To Come of Age" - 1:01
6. "Black Polished Chrome" - 1:07
7. "Latino Chrome" - 2:14
8. "Angels and Sailors" - 2:46
9. "Stoned Immaculate" - 1:33
10. "The Movie" - 1:35
11. "Curses, Invocations" - 1:57
12. "American Night" - 0:28
13. "Roadhouse Blues" - 5:53
14. "The World on Fire" - 1:06
15. "Lament" - 2:18
16. "The Hitchhiker" - 2:15
17. "An American Prayer" - 3:04
18. "Hour for Magic" - 1:17
19. "Freedom Exists" - 0:20
20. "A Feast of Friends" - 2:10
21. "Babylon Fading" - 1:40
22. "Bird of Prey" - 1:03
23. "Ghost Song" - 5:15